# Computational Geometry
Computational Geometry (voluit: Computational Geometry: Theory and Applications) is een internationaal, aan collegiale toetsing onderworpen wetenschappelijk tijdschrift op het gebied van de computationele geometrie. De naam wordt in literatuurverwijzingen meestal afgekort tot Comput. Geom. Het wordt uitgegeven door Elsevier en verschijnt tweemaandelijks. Het eerste nummer verscheen in 1991.